# Жан де Корбей
Жан де Корбей (фр. Jean de Corbeil; ум. в ноябре 1318) — маршал Франции с 1308 года. Сеньор де Жальмен (Jalemain).
Сын Жана де Корбея, сеньора де Гре (de Gretz). Брат Пьера де Гре, епископа Осера (1308—1325), племянник Гийома де Гре, епископа Осера (1278—1295). Родственник Ангеррана де Мариньи — советника Филиппа Красивого.
В 1308 году назначен маршалом Франции (сменил Фуко де Мерля (Foucauld de Merle)) с ежегодным жалованием 300 ливров и единовременной выплатой в 3000 ливров на служебные расходы. В 1317 г. жалованье (рента) увеличено до 500 ливров. В основном его роль состояла в том, чтобы представлять королевские интересы во Фландрии, и там в основном проходила вся его служба. В его период вторыми маршалами были Миль де Нуайе (до 1315), Жан де Бомон и Матьё де Три.
Участвовал в подписании соглашения графа Фландрии с горожанами Дуэ в октябре 1311 года.
В 1315 г. от имени короля подписал мир со старшим сыном графа Роберта де Бетюна — графом Невера и Ретеля Людовиком.
В 1318 г. находился во Фландрии вместе с графом Луи д’Эврё. В ноябре того же года умер (его в должности маршала сменил Жан де Барр (Jean des Barres)).